# Aneugmenus oertzeni
Aneugmenus oertzeni is een vliesvleugelig insect uit de familie van de bladwespen (Tenthredinidae). De wetenschappelijke naam van de soort is voor het eerst geldig gepubliceerd in 1887 door Konow.